# Minerva (relojes)
La empresa suiza Minerva es una manufactura relojera de alta gama establecida en Villeret, en el cantón de Berna. Su origen se remonta a 1858. Ha sido reconocida en todo el siglo XX por la calidad de sus cronógrafos. Desde el año 2006 está integrada en la empresa Montblanc, perteneciente al Grupo Richemont.

## Historia
La empresa fue fundada en 1858 por Hippolyte y Charles-Yvan Robert con el nombre de H. et C. Robert Co. Los hijos de Charles, Georges y Charles, asumirían el control de la firma bajo el nombre de Robert Frères, y registraron varias marcas, incluidas Minerva y Mercure. La empresa fabricaba relojes con escapes de áncora y de cilindro en diferentes calidades. Hacia 1902, los hijos de Charles-Yvan Robert comenzaron a producir sus propios movimientos en los locales que ocupaba la empresa desde 1858. Su primer movimiento con cronógrafo, el calibre 9CH, se lanzó al mercado en 1908. Hacia 1911, la marca Minerva quedó reservada a los cronógrafos y contadores deportivos, que se convertirían en una especialidad de la empresa. En 1916, la firma diseñó un cronómetro con una precisión de 1/100 de segundo. La empresa tomó el nombre de Fabrique d'Horlogerie Minerva en 1923. En 1929, la familia Robert dejó de formar parte de la empresa, entonces dirigida por Paul-Arnold Schmid y Max-Georges y Georges-René Umiker. Durante la grave crisis de la relojería suiza de los años 1930, la empresa Minerva atravesó dificultades y fue adquirida en 1935 por Charles Haussener y Jacques Pelot bajo el nombre de Fabrique d'Horlogerie Minerva Sport SA. Al año siguiente, Minerva se encargó del cronometraje de las carreras de esquí alpino durante los Juegos Olímpicos de Garmisch-Partenkirchen.
André Frey, que se incorporó a la empresa en 1940, pasó a ser director en 1945 junto con Maurice Favre.
La empresa ingresó en el Libro Guinness de los récords en 1998 por sus contadores mecánicos de bolsillo con precisión de 1/100 de segundo. La empresa familiar pasó a manos de la sociedad de inversión italiana Hopa en el año 2000 y, posteriormente, fue adquirida en 2006 por el grupo suizo-sudafricano Richemont. Minerva fue asignada al año siguiente a Montblanc, otra compañía subsidiaria de Richemont.